# Zoološki vrt Skoplje
Zoološki vrt Skoplje (Зоолошка градина Скопје), zoološki vrt na području grada Skoplja, na površini od 4 hektra. Jedan je od dva zoološka vrta u Republici Makedoniji.
ZOO je osnovan 1926. od strane komisije dr. Stanka Karamana. Predložena je današnja lokacija. Prvotno je zoološki bio mal i raspolagao malim brojem životinja. Nakon potresa 1963., godine 1965. skopska gradska skupština donosi urbanistički plan i 1966. ZOO dobiva današnji izgled.
Danas posjeduje 503 životinje: 261 pticu (36 vrsta), 226 sisavaca (42 vrste) i 16 gmazova (8 vrsta).

## Vanjske poveznice
- Službena stranica